# Велика Білоруська Рада

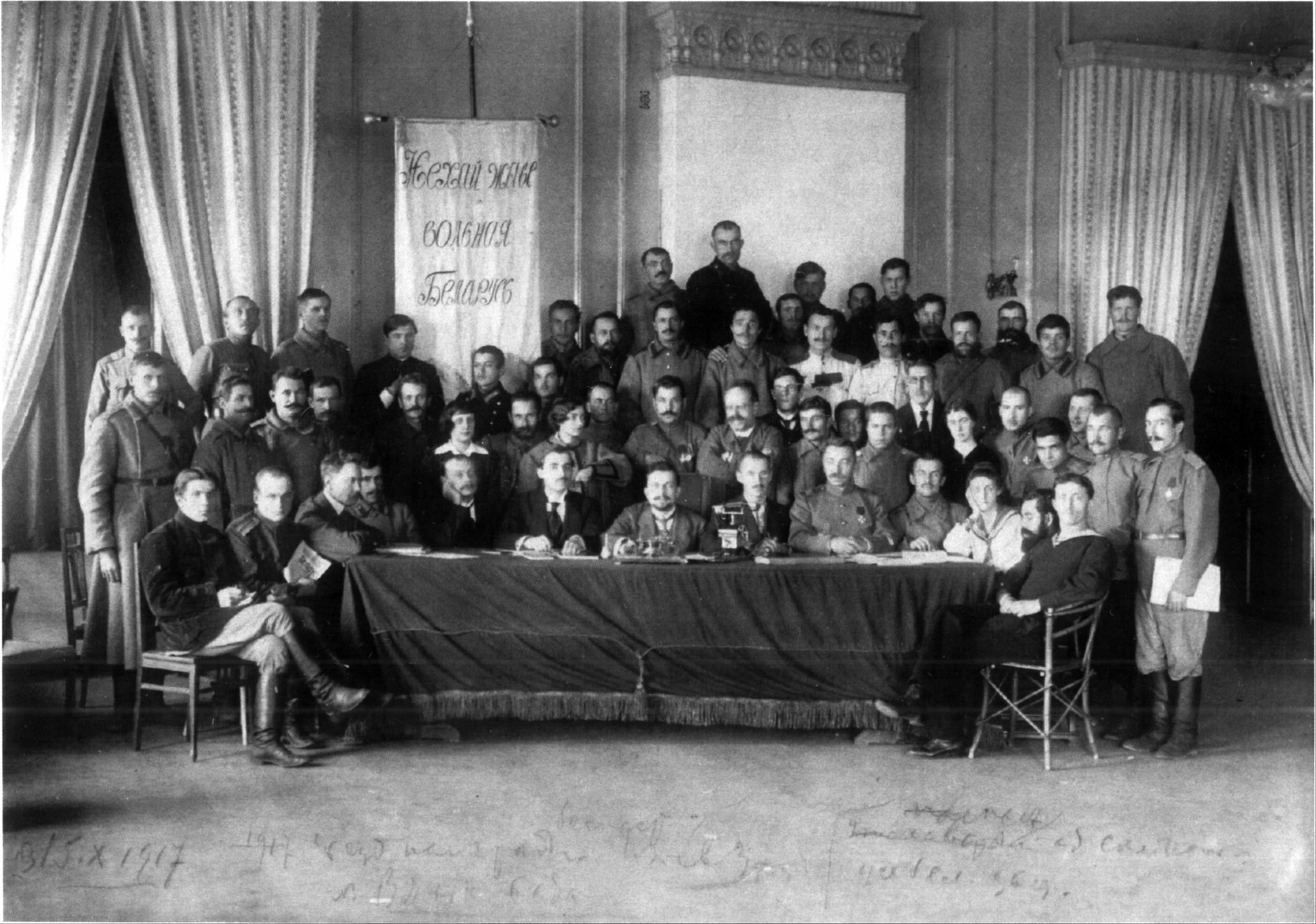

Велика Білоруська Рада (ВБР) (біл. Вялікая Беларуская Рада) початкова назва Білоруський національний комітет (БНК) (біл. Беларускі нацыянальны камітэт) — з липня 1917 — Центральна рада білоруських організацій (ЦРБО) (біл. Цэнтральная рада беларускіх арганізацыяў) — об'єднання білоруський партій з метою відродження білоруської державності, під час громадянської війни у Росії 1917 — 1923 рр.
Створена на основі ідеї єдності всіх верств білоруського народу в інтересах захисту його загальнонаціональних інтересів.

## Історія

### Білоруський національний комітет
25 березня 1917 в Мінську відбувся перший з'їзд національних організацій Білоруського краю. На ньому тон задавали великі політичні партії. З'їзд вітали представники Петроради та Українських національних організацій. 
26 березня з'їзд обрав БНК в складі 18 членів. БНК доручалося добитися автономії і провести вибори до білоруської Крайової ради.

### Центральна рада білоруських організацій
Але намагання БНК домогтися від російської влади автономії, не досягли бажаного. Спроби самовільно створити місцеву владу провалилися. Тоді з'їзд, який відбувся в липні, скасував БНК і створив ЦРБО. Новий орган був демократичніший. ЦРБО насамперед зайнялася національно-культурним відродженням.

### Велика Білоруська Рада
Після жовтневого перевороту ЦРБО була реорганізована у ВБР. ВБР розпочала домагатися скликання Всебілоруського з'їзду. Всю відповідальність по скликанню цього з'їзду вона взяла на себе. Першочергово звернулася до Облвиконкомзаху з пропозицією співпраці по створенню білоруської держави. Проте він не підтримав цю ідею. Але її підтримав Білоруський обласний комітет. Отримавши від Радянського уряду грошову допомогу, вони провели Конгрес. Прихильники ВБР проголосили гасло «Хай живе БНР!» Але конгрес був розігнаний.
Після розгону Першого загальнобілоруського конгресу, припинила своє існування і ВБР.